# Maccabi Tel Aviv B.C. 2024-2025
Questa voce raccoglie le informazioni riguardanti il Maccabi Tel Aviv B.C. nelle competizioni ufficiali della stagione 2024-2025.

## Stagione
La stagione 2024-2025 del Maccabi Tel Aviv B.C. è la 71ª nel massimo campionato israeliano di pallacanestro, la Ligat ha'Al.

## Roster
Aggiornato al 16 agosto 2024
| Maccabi Playtika Tel Aviv 2024-25 | Maccabi Playtika Tel Aviv 2024-25 |
| Giocatori                         | Staff tecnico                     |
| --------------------------------- | --------------------------------- |

| N. | Naz.                                         | Ruolo | Nome                  | Anno | Alt.   | Peso   |  |
| -- | -------------------------------------------- | ----- | --------------------- | ---- | ------ | ------ |  |
| 1  | Francia (bandiera)                           | AP    | Jaylen Hoard          | 1999 | 203 cm | 100 kg |  |
| 2  | Stati Uniti (bandiera)                       | G     | Jimmy Clark           | 2001 | 191 cm | 79 kg  |  |
| 3  | Stati Uniti (bandiera)                       | PG    | Jordan Loyd           | 1993 | 193 cm | 95 kg  |  |
| 3  | Canada (bandiera) · Sudan del Sud (bandiera) | GA    | Marial Shayok         | 1995 | 198 cm | 92 kg  |  |
| 5  | Stati Uniti (bandiera)                       | PG    | Saben Lee             | 1993 | 188 cm | 83 kg  |  |
| 7  | Francia (bandiera) · Guinea (bandiera)       | C     | Alpha Kaba            | 1996 | 208 cm | 103 kg |  |
| 7  | Stati Uniti (bandiera) · Israele (bandiera)  | C     | Alex Tyus             | 1988 | 203 cm | 100 kg |  |
| 8  | Israele (bandiera)                           | AP    | Rafi Menco            | 1994 | 200 cm | 100 kg |  |
| 9  | Israele (bandiera)                           | C     | Roman Sorkin          | 1996 | 208 cm | 105 kg |  |
| 10 | Israele (bandiera)                           | G     | Omer Mayer            | 2006 | 190 cm |        |  |
| 11 | Stati Uniti (bandiera) · Israele (bandiera)  | AG    | Will Rayman           | 1997 | 203 cm | 101 kg |  |
| 12 | Stati Uniti (bandiera) · Israele (bandiera)  | PG    | John DiBartolomeo (C) | 1991 | 183 cm | 79 kg  |  |
| 14 | Cuba (bandiera)                              | C     | Jasiel Rivero         | 1993 | 206 cm | 105 kg |  |
| 15 | Stati Uniti (bandiera) · Israele (bandiera)  | AC    | Jake Cohen            | 1990 | 209 cm | 108 kg |  |
| 20 | Stati Uniti (bandiera)                       | GA    | Levi Randolph         | 1992 | 198 cm | 95 kg  |  |
| 31 | Lituania (bandiera)                          | P     | Rokas Jokubaitis      | 2000 | 193 cm | 88 kg  |  |
| 32 | Sudan del Sud (bandiera)                     | AC    | Wenyen Gabriel        | 1997 | 206 cm | 93 kg  |  |
| 45 | Israele (bandiera)                           | P     | Tamir Blatt           | 1997 | 182 cm | 82 kg  |  |
| 50 | Stati Uniti (bandiera)                       | C     | Trevion Williams      | 2000 | 208 cm | 120 kg |  |
| 55 | Stati Uniti (bandiera)                       | P     | David DeJulius        | 1999 | 183 cm | 90 kg  |  |
| 55 | Ghana (bandiera)                             | C     | Nathan Mensah         | 1998 | 209 cm | 105 kg |  |

| Allenatore                                                                                      |
| - Oded Kattash                                                                                  |
| Assistente/i                                                                                    |
| - Amit Levi - Noam Levi - Guy Pnini Legenda - (C) Capitano - (IN) Inattivo - Infortunato Roster |

## Mercato

### Sessione estiva
| Acquisti | Acquisti         | Acquisti          | Acquisti      | Acquisti |
| R.       | Nome             | da                | Modalità      |          |
| -------- | ---------------- | ----------------- | ------------- | -------- |
| P        | Rokas Jokubaitis | Barcellona        | svincolato    |          |
| P        | Daryl Macon      | Shenzhen Leopards | svincolato    |          |
| PG       | Jordan Loyd      | Monaco            | svincolato    |          |
| GA       | Levi Randolph    | H. Gerusalemme    | svincolato    |          |
| AP       | Jaylen Hoard     | Hapoel Tel Aviv   | svincolato    |          |
| AG       | Will Rayman      | Saint-Quentin     | fine prestito |          |
| AC       | Wenyen Gabriel   | Vaq. de Bayamón   | svincolato    |          |
| C        | Alpha Kaba       | Valencia          | svincolato    |          |

| Cessioni | Cessioni           | Cessioni         | Cessioni               | Cessioni |
| R.       | Nome               | a                | Modalità               |          |
| -------- | ------------------ | ---------------- | ---------------------- | -------- |
| P        | Wade Baldwin       | Fenerbahçe       | rescissione            |          |
| P        | Daryl Macon        | Free agent       | rescissione            |          |
| PG       | Lorenzo Brown      | Panathīnaïkos    | definitivo (600.000 €) |          |
| G        | Joe Thomasson      | Gran Canaria     | fine contratto         |          |
| GA       | Antonius Cleveland | Lokomotiv Kuban' | rescissione            |          |
| A        | Bonzie Colson      | Fenerbahçe       | fine contratto         |          |
| AG       | James Webb         | Karşıyaka        | rescissione            |          |
| C        | Josh Nebo          | Olimpia Milano   | fine contratto         |          |

### Dopo l'inizio della stagione
| Acquisti | Acquisti         | Acquisti             | Acquisti         | Acquisti               |
| R.       | Nome             | da                   | Data             | Modalità               |
| -------- | ---------------- | -------------------- | ---------------- | ---------------------- |
| P        | Saben Lee        | Manisa               | 13 ottobre 2024  | definitivo (150.000 $) |
| P        | David DeJulius   | Aris Salonicco       | 4 novembre 2024  | definitivo (200.000 €) |
| GA       | Marial Shayok    | Liaoning F. Leopards | 14 novembre 2024 | svincolato             |
| C        | Trevion Williams | Alba Berlino         | 22 dicembre 2024 | definitivo             |
| G        | Jimmy Clark      | Bnei Herzliya        | 19 febbraio 2025 | svincolato             |
| C        | Alex Tyus        | Pall. Varese         | 23 aprile 2025   | svincolato             |
| C        | Nathan Mensah    | Olympiakos           | 24 aprile 2025   | svincolato             |

| Cessioni | Cessioni       | Cessioni      | Cessioni         | Cessioni       |
| R.       | Nome           | a             | Data             | Modalità       |
| -------- | -------------- | ------------- | ---------------- | -------------- |
| PG       | Jordan Loyd    | Monaco        | 10 ottobre 2024  | rescissione    |
| C        | Alpha Kaba     | Free agent    | 1 novembre 2024  | fine contratto |
| PG       | Saben Lee      | Manisa        | 23 novembre 2024 | rescissione    |
| C        | Wenyen Gabriel | Panathīnaïkos | 23 dicembre 2024 | definitivo     |
| P        | David DeJulius | Bursaspor     | 22 febbraio 2025 | prestito       |